# Mezőladány
Mezőladány là một thị trấn thuộc hạt Szabolcs-Szatmár-Bereg, Hungary. Thị trấn này có diện tích 14,04 km², dân số năm 2010 là 1005 người, mật độ 72 người/km².